# Lízátko

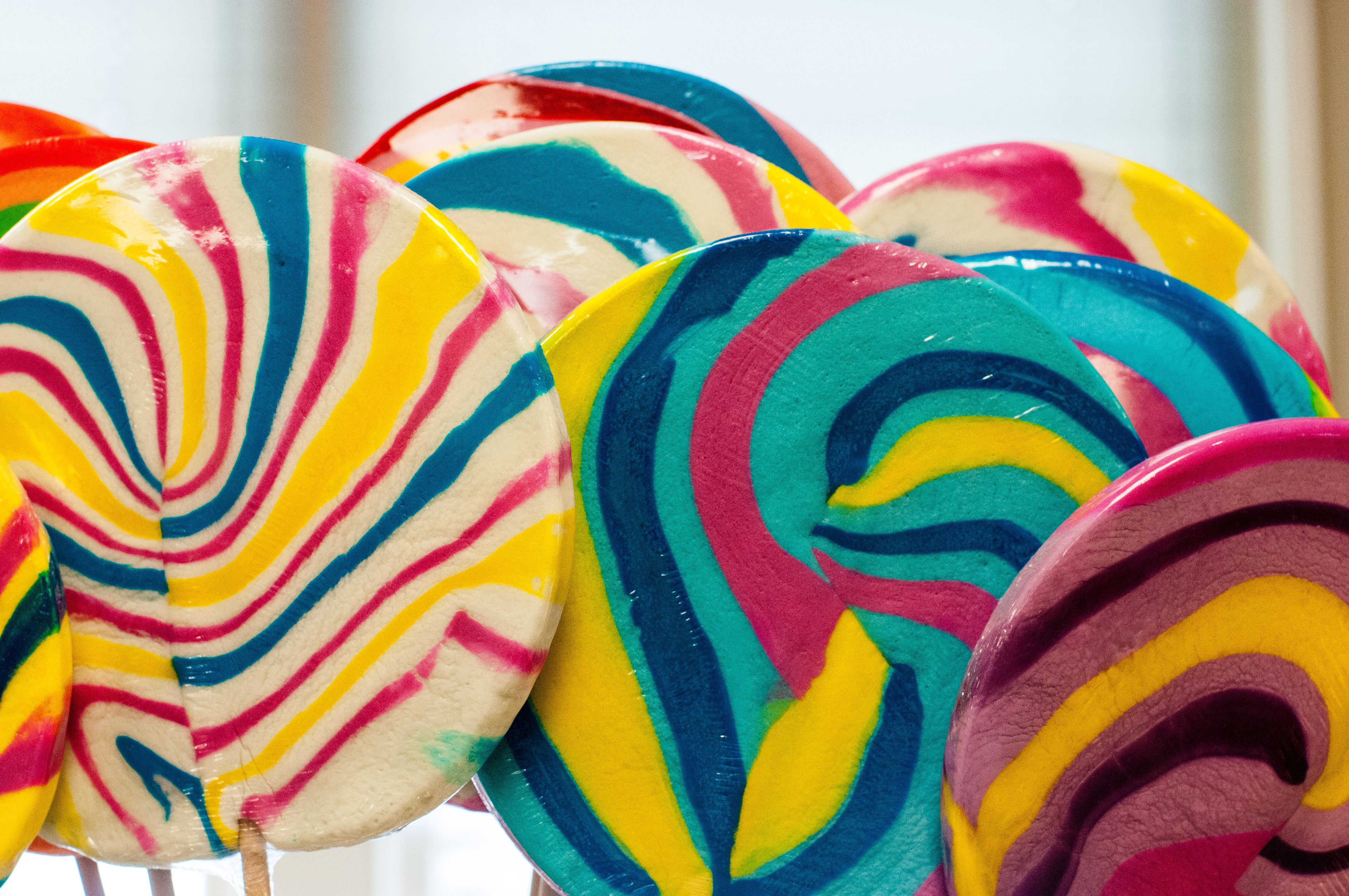
Několik lízátek

Lízátko (lidově též cuc na špejli) je roksová cukrovinka určená ke konzumaci lízáním nebo cucáním. Konzumovaná část lízátka je umístěna na tyčce z umělé hmoty nebo lisovaného papíru, větší lízátka pak na dřevěné tyčce. V některých případech je uprostřed lízátka žvýkačka.
Lízátka se vyrábějí v různých tvarech, příchutích a barvách. Některé druhy mají i sekundární funkci pro pobavení konzumenta jako např. lízátka v podobě píšťalky. Jiná lízátka fungují jako léčiva.
Zvláštním druhem lízátek jsou lízátka chroupací pro psy vyráběná většinou z lisované buvolí kůže s různými příchutěmi (zpravidla hovězí). Slouží jako doplňkové krmivo pro psy k posílení jejich žvýkacích svalů.
Lízátka jsou často využívána jako reklamní předmět, jsou určena pro malé děti.

## Lízátko v kultuře
- Krtek a lízátko – animovaný film Zdeňka Milera z roku 1970
- Lízátko – píseň Ivana Mládka
- Lízátko – píseň skupiny Timudej
- Lízátko (hudební skupina)
- Les sucettes (fr. lízátka) – píseň zpívaná France Gallovou na provokativně dvojznačný text Serge Gainsbourga (1966)